# Rafael Font Farran
Pour les articles homonymes, voir Farran.
Rafael Font Farran, homme politique et journaliste espagnol, est né à Sitges (Province de Barcelone) le 26 mai 1912, il est mort le 19 novembre 2003 à Auxerre. Il est l’auteur, en particulier, d’une histoire marxiste de l’Espagne et d’une histoire du catalanisme. Il a écrit ses mémoires sous le titre « Anys agitats » (Années agitées). Rafael Font Vaillant, fils aîné de Rafael Font Farran, a publié en 2014 une biographie de son père. 

## Orwell
Rafael Font Farran travailla au quotidien barcelonais La Batalla, organe du parti politique espagnol d'extrême gauche POUM. Dans son livre Homage to Catalonia, George Orwell, l'auteur de 1984, raconte qu'il lisait La Batalla pendant la guerre civile espagnole, à l'époque où il combattait dans les rangs du POUM. Rafael Font Farran fut élu par ses codétenus poumistes « président » de la seconde galerie de la prison Modelo de Barcelone, galerie où furent emprisonnés de nombreux sympathisants du POUM, espagnols ou étrangers. C'est sans doute dans cette galerie qu'Orwell aurait été incarcéré s'il n’avait pu échapper à une arrestation à Barcelone.

## 1928-1931
En 1928, Rafael Font Farran fut le directeur et créateur d'un journal des étudiants de Barcelone, L'Estudiant. Dès son quatrième numéro, ce journal fut interdit par la dictature de Miguel Primo de Rivera, à laquelle il s'opposait. En 1929, Font Farran, devenu à l'Université de Barcelone l'un des leaders de l'opposition à la dictature, fut l'un des fondateurs de l'association étudiante de gauche Esquerra Universitària. Il fut également l'un des fondateurs de l'organisation de jeunesse Palestra, en avril 1930. En mai 1930, il adhéra au parti Estat Català de Francesc Macià i Llussà. En août 1930, il publia son premier livre, un essai, Paraules de Joventut. Il fut le plus jeune orateur de la « Conférence des gauches catalanes », qui, à Barcelone, du 17 au 19 mars 1931, donna naissance à l'ERC, parti politique catalaniste, dont Font Farran fut cofondateur. 
Juste après la proclamation de la « République catalane » par Macià, le président de l'ERC, Font Farran participa, dans la nuit du 14 au 15 avril 1931, à la défense du Palais du gouvernement catalan, Place de Saint-Jacques, à Barcelone, l'ERC craignant que le bâtiment ne soit attaqué par les troupes espagnoles. Quelques semaines plus tard, Font Farran rejoignit la rédaction du quotidien barcelonais L'Opinió, organe central de l'ERC, où il fut plus particulièrement chargé des informations de politique internationale.

## 1932-1933
Au printemps 1932, une longue polémique de presse l'opposa à Joan Peiró Belis, directeur de Solidaridad Obrera, le quotidien de la confédération anarcho-syndicaliste CNT, avec trois articles de Font Farran dans L’Opinió et quatre de Peiró dans Solidaridad Obrera. 
Au cours de l'été 1932, à Madrid, Font Farran fut l'assistant parlementaire du député espagnol Lluís Companys i Jover, l'un des leaders de l'ERC et futur président de la Catalogne. 
En octobre 1933, il fut l'un des fondateurs du PNRE, parti né d'une scission de l'ERC. Peu auparavant, il avait été le leader d'un projet de nouvelle organisation de jeunesse de l'ERC destinée à concurrencer les JEREC (Joventuts d’Esquerra Republicana Estat Català), que Font Farran jugeait fascisantes, mais la direction de l'ERC, le désavouant, décida que les JEREC continueraient d'être la seule et unique organisation des jeunes du parti. 
En décembre 1933, après la victoire de la droite espagnole aux Législatives de novembre 1933, Font Farran publia un nouvel essai, dans lequel il appelait la gauche catalaniste, désunie, à « retrouver sa cohésion »

## 1934-1936
Lors de l'insurrection catalaniste de la nuit du 6 au 7 octobre 1934, il participa à nouveau, comme en 1931, à la défense  du Palais gouvernemental de la Place de Saint-Jacques, dont l'armée espagnole finit par s'emparer au matin du 7 octobre. Emprisonné, Font Farran bénéficia finalement d'un non-lieu.
Après la victoire de la gauche espagnole aux Législatives de février 1936, il fut recruté par le gouvernement catalan pour son Commissariat général d'ordre public (CGOP), sorte de préfecture de police, où Font Farran fut chargé de la censure des publications étrangères diffusées en Catalogne, car, explique-t-il, le gouvernement ne voulait pas « alarmer » une opinion inquiète des rumeurs de complot militaire contre la République. 
Peu après le début de la guerre civile espagnole en juillet 1936, Font Farran démissionna du CGOP, quand il rejoignit le POUM, parti d'extrême gauche anti-stalinien, et son quotidien, La Batalla. 

## 1937-1939
Le 16 juin 1937, le jour de la disparition d'Andreu Nin i Pérez, leader du POUM, après son arrestation par une police catalane aux ordres de représentants de Staline, Font Farran se rendit au CGOP pour obtenir des nouvelles de Nin, et ce en tant qu'avocat de celui-ci. Au CGOP, il faillit être arrêté, mais réussit à s'échapper. Quelque temps plus tard, comme avocat de la compagne de Nin, Olga Taareva Pavlova, Font Farran déposa au Palais de Justice de Barcelone une plainte, dans laquelle, dit-il, était évoquée la possibilité d'une arrestation arbitraire de Nin, « voire d’une séquestration ». 
Puis, pour assurer la défense de militants du POUM emprisonnés, il ouvrit à Barcelone, au cours de l'été 1937, un cabinet d'avocat, pour lequel, à son nom, il loua des bureaux. Ces bureaux furent utilisés par un POUM réduit à la clandestinité. 
En octobre 1937, Font Farran fut arrêté à Barcelone alors qu'il distribuait un tract du POUM protestant contre la mort d'un de ses militants. Il fut incarcéré à la prison Modelo, dans la « seconde galerie », où étaient regroupés les détenus poumistes et dont il fut bientôt élu « président » par ces derniers. 
Mais, quelque temps plus tard, il fut transféré dans un bagne, à une centaine de kilomètres de Barcelone, le « camp de travail n° 3 » des Omells de na Gaia. 
Par la suite, il fut jugé à Barcelone par le « Tribunal spécial d’espionnage et de haute trahison » de Catalogne, qui le condamna à six ans de prison en raison de son appartenance au POUM. 
En janvier 1939, avec d'autres prisonniers évacués eux aussi de la prison Modelo, il se réfugia en France, à la fin de la guerre civile. En Catalogne française, il fut emprisonné au camp de Saint-Cyprien, d'où il parvint à s'évader quelques jours après son arrivée. Il vécut ensuite en Belgique pendant environ un an. 

## Les années 1940
À la suite de l'offensive allemande de mai 1940, il fut transporté, avec d'autres exilés réfugiés en Belgique, jusqu'au camp de Gurs (Pyrénées-Atlantiques), d'où, là encore, il put s'évader, au bout de quelques semaines.
Peu après, à Paris, il s'engagea dans la résistance française contre l'occupant allemand, et ce dans les rangs du PCI (Parti communiste internationaliste). En 1943, il quitta ce parti — rebaptisé entre-temps CCI (Comité communiste internationaliste pour la IVe Internationale) et dont il était devenu membre du comité central — pour rejoindre le POI (Parti ouvrier internationaliste), section française de la IVème Internationale. 
Au sein du POI, il fut l'un des dirigeants du GTE, qui regroupait les Espagnols membres de la IVe Internationale. À partir de 1943, il fut le représentant de l'Espagne au Secrétariat européen de la IVe Internationale. En tant que membre de ce Secrétariat européen, il fut l'un des principaux organisateurs de la difficile fusion du POI et du CCI en mars 1944. 
Il fut aussi l'un des deux délégués espagnols, avec Eduardo Mauricio Ortiz, à la Conférence européenne de la IVe Internationale en février 1944 en Picardie, ainsi qu'à la seconde Conférence internationale de la IVe Internationale, à Paris, en mars 1946,,.

## Seconde moitié duXXesiècle
En 1951, en désaccord avec la stratégie d'entrisme que venait de lancer la IVe Internationale, Font Farran partit travailler pendant quelques années sur un projet de parti communiste espagnol anti-stalinien, et ce aux côtés de l'ex-dirigeant stalinien José del Barrio Navarro et avec le soutien financier de la Yougoslavie de Tito. 
Quelques années plus tard, il revint au POUM et, au printemps 1961, devint membre de son Comité exécutif. Mais, dès 1962, en désaccord avec la ligne du parti, il démissionna de ce Comité exécutif, puis quitta finalement le POUM. 
L'année suivante, après vingt-quatre ans d'exil, il rentra en Espagne, où il commença à publier des articles dans les hebdomadaires Tele/Estel et L'Eco de Sitges. 
Auparavant, en 1956, il avait été recruté par l'Agence France-Presse, où, jusqu'à sa retraite en 1977, il travailla comme journaliste à la rédaction en langue espagnole, à Paris.

## Œuvres
- Paraules de Joventut, Ariel, 1930.
- La crisi de les esquerres, Llibreria Catalònia, 1933.